# تپه کش
تپه کش مربوط به اواخر هزاره دوم قبل از میلاد است و در شهرستان بهشهر، روستای کوهستان (بهشهر) واقع شده و این اثر در تاریخ ۲۳ فروردین ۱۳۴۶ با شمارهٔ ثبت ۷۴۸ به‌عنوان یکی از آثار ملی ایران به ثبت رسیده است.